# Communauté de communes des Coteaux du Layon
Die Communauté de communes des Coteaux du Layon ist ein ehemaliger französischer Gemeindeverband mit der Rechtsform einer Communauté de communes im Département Maine-et-Loire in der Region Pays de la Loire. Sie wurde am 20. Dezember 1994 gegründet und umfasste sieben Gemeinden. Der Verwaltungssitz befand sich im Ort Bellevigne-en-Layon.

## Historische Entwicklung
Mit Wirkung vom 1. Januar 2017 fusionierte der Gemeindeverband mit
- Communauté de communes Loire Aubance und
- Communauté de communes Loire-Layon

und bildete so die Nachfolgeorganisation Communauté de communes Loire Layon Aubance. Gleichzeitig schlossen sich die Gemeinden Chavagnes, Martigné-Briand und Notre-Dame-d’Allençon zur Commune nouvelle Terranjou zusammen.

## Ehemalige Mitgliedsgemeinden
1. Aubigné-sur-Layon
2. Beaulieu-sur-Layon
3. Bellevigne-en-Layon (Commune nouvelle)
4. Chavagnes
5. Martigné-Briand
6. Mozé-sur-Louet
7. Notre-Dame-d’Allençon